# Symphonia nectarifera
Symphonia nectarifera är en tvåhjärtbladig växtart som beskrevs av Jumelle och Perrier. Symphonia nectarifera ingår i släktet Symphonia och familjen Clusiaceae. Inga underarter finns listade i Catalogue of Life.